# Montferrer i Castellbò

Położenie gminy na mapie comarki Alt Urgell

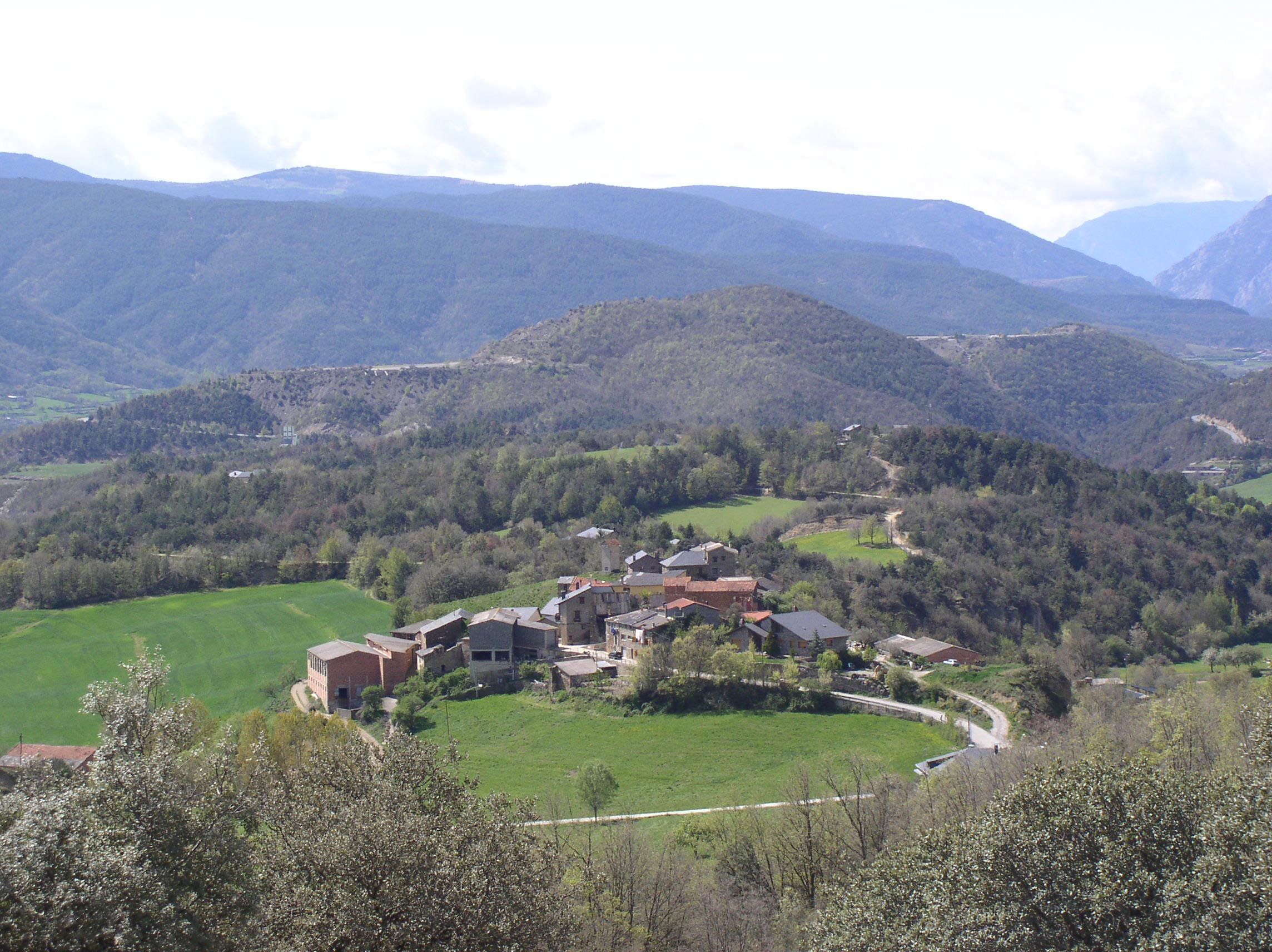
Bellestar (Montferrer i Castellbò)

Montferrer i Castellbò – gmina w Hiszpanii,  w Katalonii, w prowincji Lleida, w comarce Alt Urgell.
Powierzchnia gminy wynosi 176,68 km². Zgodnie z danymi INE, w 2005 roku liczba ludności wynosiła 856, a gęstość zaludnienia 4,84 osoby/km². Wysokość bezwzględna gminy równa jest 732 metry. Współrzędne geograficzne Montferrer i Castellbò to 42°20'35"N, 1°25'45"E.

## Dynamika populacji
- 1991 – 659
- 1996 – 730
- 2001 – 736
- 2004 – 817
- 2005 – 856

## Miejscowości
W skład gminy Montferrer i Castellbò wchodzi 27 miejscowości:
- L’Aeroport de la Seu d’Urgell i Andorra – liczba ludności: 0
- Albet – 22
- Aravell – 88
- Avellanet – 5
- El Balcó del Pirineu – 146
- Bellestar – 97
- Canturri – 3
- Carmeniu – 2
- Cassovall – 16
- Castellbò – 94
- Les Eres – 0
- Guils del Cantó – 22
- Montferrer – 240
- Pallerols del Cantó – 16
- Sallent de Castellbò – 2
- Sant Andreu de Castellbò – 15
- Sant Joan de l'Erm – 0
- Santa Creu de Castellbò – 21
- Sarcedol – 3
- Saulet – 3
- Seix – 6
- Sendes – 2
- Solanell – 0
- Solans – 2
- Turbiàs – 6
- Vila-rubla – 4
- Vilamitjana del Cantó – 41